# Fantasmagoriana

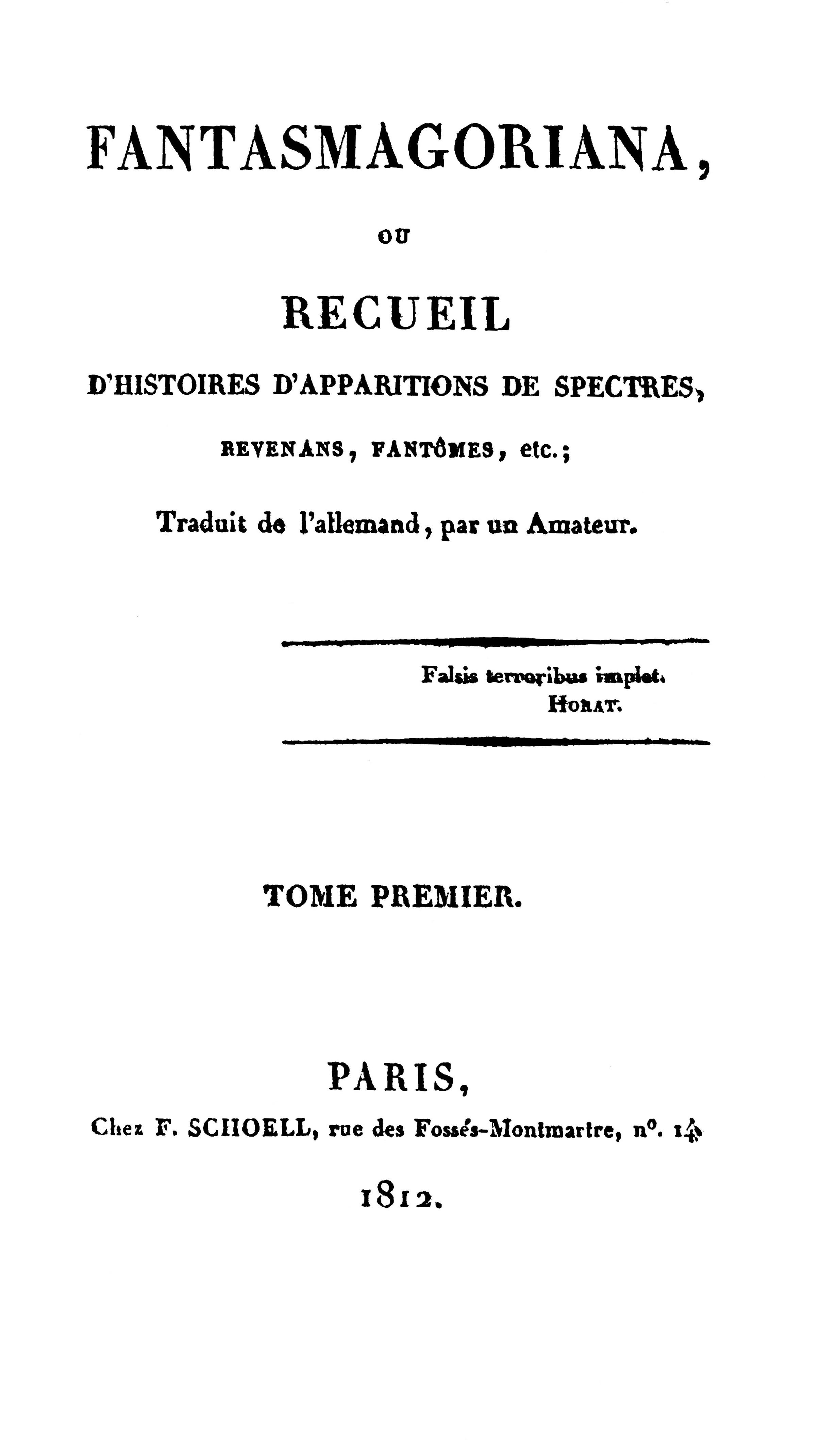
Page de titre

Fantasmagoriana, ou Recueil d'histoires d'apparitions de spectres, revenants, fantômes, etc., traduit de l'allemand par un amateur, est un recueil de nouvelles sur des thèmes fantastiques, traduites en 1812 par le géographe Jean-Baptiste Benoît Eyriès d’après un livre allemand. C’est cet ouvrage qui aurait suscité l’écriture de Frankenstein par Mary Shelley et de The Vampyre par John Polidori, premières manifestations d’un genre qui devait se développer fortement par la suite.

## Das Gespensterbuch
Das Gespensterbuch, « le Livre des fantômes », est une série de recueils de nouvelles écrites par Friedrich August Schulze, sous le pseudonyme de Friedrich Laun, et Johann August Apel. Au total, cinq tomes sont publiés de 1811 à 1815, représentant trente nouvelles, chez l’éditeur Göschen à Leipzig. Une nouvelle édition paraît en 1814 et 1816 chez Macklot à Stuttgart.
À Dresde, Schulze fait partie d’un groupe où se retrouvent Caspar David Friedrich, Karl August Böttiger, Ludwig Tieck, Heinrich von Kleist. En prenant le thé, on parle poésie, et on aborde des sujets variés, jusqu’au spiritisme et à la chiromancie. Schulze publie Abendzeitung, journal de cette confrérie du « Thé des Poètes » (Dichter-Tee) où il publie ses premières histoires. Apel de son côté s’est fait connaître par des publications de légendes anciennes et de contes. Ensemble ils travaillent à la publication du Gespensterbuch, tirant parti de légendes basées sur les fantômes et le surnaturel, jusqu’à traiter à leur manière de contes de fées français.
La première de ces nouvelles, Der Freischütz (« Le Franc-tireur »), inspirera le fameux opéra de Carl Maria von Weber.

### Le premierGespensterbuch
Il ne faut pas confondre la série de recueils de Laun et von Apel avec un autre, portant le même titre mais très antérieur. Il s’agit de Von Gespänsten (« Des fantômes ») publié en 1569 par Ludwig Lavater (1527-1586), un théologien réformé de Zurich auteur de nombreux ouvrages. Le titre complet est Schrifftmäßiger Bericht von Gespenstern, Nachtgeistern, mancherley wundersamen Erscheinungen und merkwürdigen Vorbedeutungen. Parfois appelé Gespensterbuch, ce qui entraîne des confusions car s’il traite de fantômes et de revenants, le contenu n’est pas le même. Cet ouvrage connut un grand succès et fut traduit en anglais (Of Ghostes and Spirites walking by Nyght, and of strange noyses, crackes and sundry forewarninges, 1572), en français (Trois livres des apparitions des esprits, fantosmes, prodiges et accidens merveilleux qui precedent souventesfois la mort de quelque personnage renommé, ou un grand changement és chose de ce monde. Composez par Loys Lavater ministre de l'Église de Zurich, traduits d'alleman en françois, conferez, reveux et augmentez sur le latin. Plus trois questions proposées et resolues par M. Pierre Martyr excellens theologiens lesquelles conviennent à ceste mantiere, traduites aussi de latin en françois ([Genève] : François Perrin) pour Jean Durant, 1571)), en espagnol et en italien.

## Fantasmagoriana
En 1812, paraît en France, sans nom de traducteur, le recueil Fantasmagoriana composé de huit nouvelles. Le titre s’inspire des Phantasmagoria d’Étienne-Gaspard Robert, alias Robertson, homme de spectacle célèbre à l’époque. Six d’entre elles proviennent des deux premiers volumes des Gespensterbuch de Schulze et Apel, les autres sont de deux auteurs, Johann Karl August Musäus (1735-1787) et de Heinrich Clauren (1771-1854). Le traducteur est Jean-Baptiste Benoît Eyriès (1767-1846), géographe réputé et connu pour sa mémoire prodigieuse et sa connaissance des langues (il pratiquait neuf langues), qui a traduit de l’anglais et de l’allemand de nombreux récits de voyages, dont un Voyage en Pologne et en Allemagne du même Schulze.
- L'Amour muet (d’après Stumme Liebe de Johann Karl August Musäus)
- Portraits de Famille (d’après Die Bilder der Ahnen de Apel)
- L'Heure fatale (d’après Die Verwandtschaft mit der Geisterwelt de Schulze)
- La Tête de Mort (d’après Der Todtenkopf de Apel)
- La Morte Fiancée (d’après Die Todtenbraut de Apel)
- Le Revenant (d’après Der Geist des Verstorbenen de Schulze)
- La Chambre grise (d’après Die graue Stube de Clauren)
- La Chambre noire (d’après Die schwarze Kammer de Apel)

L’été 1816, un groupe d’amis s’installe dans une maison du village de Cologny, sur les bords du lac Léman : la villa Diodati. Il s’agit des poètes Percy Shelley, Lord Byron, John Polidori, de Mary Godwin qui se fait appeler Mary Shelley, bien qu’ils ne soient pas encore mariés,  de Claire Clermont. L’été est particulièrement maussade et le groupe se distrait en lisant des histoires de fantômes, dont un exemplaire de Fantasmagoriana. Byron propose à chacun d’écrire une nouvelle dans ce goût. Mary rédige alors sa première ébauche de Frankenstein, que Shelley l’encourage à développer. Polidori rédige The Vampyre. Ainsi naissent les premiers éléments majeurs de la littérature fantastique moderne.
En 2011, paraît sous ce titre une recueil de nouvelles de Percy Shelley, Mary Shelley, Lord Byron, John Polidori et Matthew "Monk" Lewis, qui n’ont donc rien du Gespentersbuch et de ses traductions.
En 2015 paraît aux éditions Otrante la première réédition complète de l'édition originale de 1812.

## Tales of the Dead
Peu de temps après sa parution, Fantasmagoriana est traduit en anglais, là encore sans mention du traducteur, qui est aussi auteur d’une nouvelle inédite. On sait qu’il s’agit de Sarah Elizabeth Utterson (1781-1851), née Brown, épouse de l’éditeur et bibliophile Edward Vernon Utterson (1776-1856). Quatre nouvelles des recueils précédents y sont incluses, ainsi qu’une de Sarah Utterson elle-même, les autres ne lui ayant pas paru « également intéressantes ».
- The Family Portraits (d’après Die Bilder der Ahnen de Apel)
- The Fated Hour (d’après Die Verwandtschaft mit der Geisterwelt de Schulze)
- The Death's Head (d’après Der Todtenkopf de Apel)
- The Death-Bride (d’après Die Todtebraut de Apel)
- The Storm (Utterson)